# Dennis Maruk
Dennis Maruk (* 17. listopadu 1955 Toronto, Ontario) je bývalý kanadský hokejový útočník.

## Hráčská kariéra
S juniorským hokejem začínal v lize Ontario Hockey League v týmu London Knights dříve, než byl draftován v roce 1975 týmem California Golden Seals. Po draftu se usadil v týmu Seals který vstřelil pět gólů v oslabení za sezónu. Po skončeni sezóny se tým přestěhoval do Clevelandu, kde dohrál dvě sezóny než tým zanikl.
Po zániku týmu získal na něho tým Minnesota North Stars kde začal sezónu 1978/1979 ale po dvou odehraných zápasech byl vyměněn do týmu Washington Capitals. Během času v Capitals kde odehrál 5 sezón byli jeho nejlepší sezóny v kariéře kdy zaznamenal 50 gólů v sezóně 1980/1981 a 60 gólů v 1981/1982, 76 asistencí a 136 bodů v sezóně 1981/1982 a jsou klubovými rekordy Caps v současnosti. Stal se prvním hráčem Caps, který nasbíral 100 bodů za jednu sezónu.
V sezóně 1982/1983 si poprvé zahrál v play off kdy v semifinále divize nepostoupili nad týmem New York Islanders 1:3 na zápasy. Poté byl vyměněn zpátky do týmu Minnesoty North Stars, kde odehrál 6 sezón a byl to jeho poslední tým z NHL. V době kdy odešel do důchodu byl poslední aktivní hráčem který kdy hrál za tým Cleveland Barons.

## Ocenění a úspěchy
- 1973 OHL - Emms Family Award
- 1975 OHL - Red Tilson Trophy

## Prvenství
- Debut v NHL - 8. října 1975 (Atlanta Flames proti California Golden Seals)
- První asistence v NHL - 11. října 1975 (Detroit Red Wings proti California Golden Seals)
- První gól v NHL - 25. října 1975 (Toronto Maple Leafs proti California Golden Seals)
- První hattrick v NHL - 2. listopadu 1977 (Cleveland Barons proti St. Louis Blues)

## Zajímavosti
- 10. nejlepší střelec v historii klubu Washington Capitals (182 gólů)

## Rekordy
Klubový rekord Washington Capitals
- nejvíce získaných bodů za sezónu (136)
- nejvíce získaných asistencí za sezónu (76)

## Klubové statistiky
| Sezóna       | Klub                     | Soutěž       |     | Základní část | Základní část | Základní část | Základní část | Základní část |    | Play off | Play off | Play off | Play off | Play off |
| Sezóna       | Klub                     | Soutěž       | Z   | G             | A             | B             | TM            | Z             | G  | A        | B        | TM       |          |          |
| 1971/1972    | Toronto Marlboros        | OHA          | 8   | 2             | 1             | 3             | 4             | —             | —  | —        | —        | —        |          |          |
| 1972/1973    | London Knights           | OHA          | 59  | 46            | 67            | 113           | 54            | —             | —  | —        | —        | —        |          |          |
| 1973/1974    | London Knights           | OHA          | 67  | 47            | 65            | 112           | 61            | —             | —  | —        | —        | —        |          |          |
| 1974/1975    | London Knights           | OMJHL        | 65  | 66            | 79            | 145           | 53            | —             | —  | —        | —        | —        |          |          |
| 1975/1976    | California Golden Seals  | NHL          | 80  | 30            | 32            | 62            | 44            | —             | —  | —        | —        | —        |          |          |
| 1976/1977    | Cleveland Barons         | NHL          | 80  | 28            | 50            | 78            | 68            | —             | —  | —        | —        | —        |          |          |
| 1977/1978    | Cleveland Barons         | NHL          | 76  | 36            | 35            | 71            | 50            | —             | —  | —        | —        | —        |          |          |
| 1978/1979    | Minnesota North Stars    | NHL          | 2   | 0             | 0             | 0             | 0             | —             | —  | —        | —        | —        |          |          |
| 1978/1979    | Washington Capitals      | NHL          | 76  | 31            | 59            | 90            | 71            | —             | —  | —        | —        | —        |          |          |
| 1979/1980    | Washington Capitals      | NHL          | 27  | 10            | 17            | 27            | 8             | —             | —  | —        | —        | —        |          |          |
| 1980/1981    | Washington Capitals      | NHL          | 80  | 50            | 47            | 97            | 87            | —             | —  | —        | —        | —        |          |          |
| 1981/1982    | Washington Capitals      | NHL          | 80  | 60            | 76            | 136           | 128           | —             | —  | —        | —        | —        |          |          |
| 1982/1983    | Washington Capitals      | NHL          | 80  | 31            | 50            | 81            | 71            | 4             | 1  | 1        | 2        | 2        |          |          |
| 1983/1984    | Minnesota North Stars    | NHL          | 71  | 17            | 43            | 60            | 42            | 16            | 5  | 5        | 10       | 8        |          |          |
| 1984/1985    | Minnesota North Stars    | NHL          | 71  | 19            | 41            | 60            | 56            | 9             | 4  | 7        | 11       | 12       |          |          |
| 1985/1986    | Minnesota North Stars    | NHL          | 70  | 21            | 37            | 58            | 67            | 5             | 4  | 9        | 13       | 4        |          |          |
| 1986/1987    | Minnesota North Stars    | NHL          | 67  | 16            | 30            | 46            | 52            | —             | —  | —        | —        | —        |          |          |
| 1987/1988    | Minnesota North Stars    | NHL          | 22  | 7             | 4             | 11            | 15            | —             | —  | —        | —        | —        |          |          |
| 1988/1989    | Minnesota North Stars    | NHL          | 6   | 0             | 1             | 1             | 2             | —             | —  | —        | —        | —        |          |          |
| 1988/1989    | Kalamazoo Wings          | IHL          | 5   | 1             | 5             | 6             | 4             | —             | —  | —        | —        | —        |          |          |
| 1998/1999    | Lake Charles Ice Pirates | WPHL         | 6   | 0             | 2             | 2             | 4             | 3             | 0  | 0        | 0        | 2        |          |          |
| Celkem v NHL | Celkem v NHL             | Celkem v NHL | 888 | 356           | 522           | 878           | 761           | 34            | 14 | 22       | 36       | 26       |          |          |

## Reprezentace
| Rok         | Tým         | Soutěž      | Z  | G  | A | B  | TM |
| ----------- | ----------- | ----------- | -- | -- | - | -- | -- |
| 1978        | Kanada      | MS          | 10 | 6  | 1 | 7  | 2  |
| 1979        | Kanada      | MS          | 7  | 1  | 1 | 2  | 2  |
| 1981        | Kanada      | MS          | 8  | 5  | 3 | 8  | 6  |
| 1983        | Kanada      | MS          | 10 | 4  | 3 | 7  | 4  |
| Celkem v MS | Celkem v MS | Celkem v MS | 35 | 16 | 8 | 24 | 14 |